# Tlokweng
Tlokweng è un villaggio del Botswana, fa parte del Distretto Sudorientale ed è adiacente alla capitale Gaborone tanto che può essere considerata parte della sua agglomerazione. La città sorge sull'altro lato del fiume Notwane ed è attraversata dalla strada che conduce al confine con il Sudafrica che dista solamente 15 km. Secondo i dati del censimento del 2011 la popolazione cittadina ammonta a 36.323 abitanti.

## Letteratura
La città di Tlokweng è celebre per essere associata come luogo natale di uno dei personaggi principali della serie The No. 1 Ladies' Detective Agency creata dallo scrittore Alexander McCall Smith.